# 力石村
力石村（ちからいしむら）は長野県更級郡にあった村。現在の千曲市大字力石にあたる。

## 地理
- 山：岩井堂山、大林山
- 河川：千曲川

## 歴史
- 1892年（明治25年）10月14日 - 上山田村の一部（力石）が分立して発足。
- 1955年（昭和30年）7月1日 - 上山田町と合併し、改めて上山田町が発足。同日力石村廃止。
- 2003年（平成15年）9月1日 - 上山田町が更埴市・埴科郡戸倉町と合併して千曲市が発足。